# Panamerikanska cupen 2023 (volleyboll, damer)
Panamerikanska cupen 2023 i volleyboll för damer spelades 6 till 13 augusti 2023 i Ponce, Puerto Rico. I turneringen, som organiserades av  PVU deltog tio nord- och sydamerikanska landslag. Det var den tjugonde upplagan av tävlingen och Argentina vann för första gången genom att besegra Puerto Rico i finalen. Bianca Cugno var främsta poängvinnare och utsågs även till mest värdefulla spelare.

## Arenor
|                                                                         |  |  |
|                                                                         |  |  |
| Auditorio Juan Pachín Vicéns Stad: Ponce Kapacitet: 11 000 Öppnad: 1972 |  |  |

## Regelverk

### Format
De tio lagen delades in i två grupper om fem lag i varje. Alla lag i gruppen mötte varandra en gång. 
- De tre främsta lagen i varje grupp gick vidare till slutspel i cupformat. Ettan i gruppen gick direkt till semifinal, medan tvåan och trean fick spela kvartsfinal. De förlorande lagen i kvartsfinalerna fick spela match om femteplats och de förlorande lagen i semifinalerna match om tredjepris.
- De två sista lagen i varje grupp spelade tillsammans med lagen som förlorade kvartsfinalerna om plats 5-10 i cupformat.

### Metod för att bestämma tabellplacering
Om slutresultatet blev 3-0 tilldelades 5 poäng till det vinnande laget och 0 till det förlorande laget, vid 3-1 tilldelades det vinnande laget 4 poäng och det förlorade laget 1 poäng och om slutresultatet blev 3-2 tilldelades 2 poäng till det vinnande laget och 1 till det förlorande laget. Detta skilde sig från vanlig poängfördelning vid tiden för mästerskapet, där det vinnande laget tilldelades 3 poäng och det förlorande laget 0 poäng om slutresultat blev 3-2 eller 3-1 och det vinnande laget tilldelades 2 poäng och det förlorande laget 1 poäng om slutresultatet blev 3-2. 
Rankningsordningen i serien definierades utifrån:
- Antal vunna matcher
- Poäng
- Kvot vunna / förlorade set
- Kvot vunna / förlorade poäng.
- Inbördes möte(n)

## Deltagande lag
| Lag                     | Deltog senast |
| ----------------------- | ------------- |
| Argentina               | Peru 2019     |
| Kanada                  | Mexico 2022   |
| Chile                   | Peru 2017     |
| Colombia                | Mexico 2022   |
| Costa Rica              | Mexico 2022   |
| Mexiko                  | Mexico 2022   |
| Peru                    | Mexico 2022   |
| Puerto Rico             | Mexico 2022   |
| Dominikanska republiken | Mexico 2022   |
| USA                     | Mexico 2022   |

## Turneringen

### Gruppspel
| Grupp A    | Grupp B                 |
| ---------- | ----------------------- |
| Kanada     | Argentina               |
| Colombia   | Chile                   |
| Costa Rica | Mexiko                  |
| Peru       | Puerto Rico             |
| USA        | Dominikanska republiken |

#### Grupp A

##### Resultat
| 6 augusti 2023 Auditorio Juan Pachín Vicéns, Ponce Speltid: 1:16 - Åskådare: 250    | USA      | 3 - 0 | Costa Rica | 25-12, 25-12, 25-17               |
| 6 augusti 2023 Auditorio Juan Pachín Vicéns, Ponce Speltid: 1:57 - Åskådare: 1 000  | Colombia | 3 - 1 | Kanada     | 25-19, 25-20, 24-26, 25-19        |
| 7 augusti 2023 Auditorio Juan Pachín Vicéns, Ponce Speltid: 1:11 - Åskådare: 100    | Kanada   | 3 - 0 | Costa Rica | 25-12, 25-17, 25-15               |
| 7 augusti 2023 Auditorio Juan Pachín Vicéns, Ponce Speltid: 1:26 - Åskådare: 300    | USA      | 3 - 0 | Peru       | 25-23, 25-20, 25-53               |
| 8 augusti 2023 Auditorio Juan Pachín Vicéns, Ponce Speltid: 1:16 - Åskådare: ?      | Peru     | 3 - 0 | Costa Rica | 25-15, 25-19, 25-18               |
| 8 augusti 2023 Auditorio Juan Pachín Vicéns, Ponce Speltid: 1:20 - Åskådare: 100    | Colombia | 0 - 3 | USA        | 14-25, 21-25, 19-25               |
| 9 augusti 2023 Auditorio Juan Pachín Vicéns, Ponce Speltid: 1:08 - Åskådare: 100    | Colombia | 3 - 0 | Costa Rica | 25-13, 25-12, 25-9                |
| 9 augusti 2023 Auditorio Juan Pachín Vicéns, Ponce Speltid: 2:24 - Åskådare: 100    | Kanada   | 3 - 2 | Peru       | 25-22, 25-21, 22-25, 13-25, 15-6  |
| 10 augusti 2023 Auditorio Juan Pachín Vicéns, Ponce Speltid: 2:10 - Åskådare: 100   | Colombia | 3 - 2 | Peru       | 18-25, 21-25, 25-20, 25-17, 15-10 |
| 10 augusti 2023 Auditorio Juan Pachín Vicéns, Ponce Speltid: 1:23 - Åskådare: 2 500 | Kanada   | 0 - 3 | USA        | 17-25, 20-25, 18-25               |

##### Sluttabell
| Pos. | Lag        | Pt | S | V | P | VS | FS | Kvot  | VP  | FP  | Kvot  |
| ---- | ---------- | -- | - | - | - | -- | -- | ----- | --- | --- | ----- |
| 1.   | USA        | 20 | 4 | 4 | 0 | 12 | 0  | MAX   | 300 | 206 | 1,456 |
| 2.   | Colombia   | 12 | 4 | 3 | 1 | 9  | 6  | 1,500 | 332 | 290 | 1,144 |
| 3.   | Kanada     | 9  | 4 | 2 | 2 | 7  | 8  | 0,875 | 314 | 317 | 0,990 |
| 4.   | Peru       | 9  | 4 | 1 | 3 | 7  | 9  | 0,777 | 327 | 331 | 0,987 |
| 5.   | Costa Rica | 0  | 4 | 0 | 4 | 0  | 12 | 0,000 | 171 | 300 | 0,570 |

      Kvalificerad för semifinal.
      Kvalificerade för kvartsfinaler.
      Vidare till spel om femteplats.

#### Grupp B

##### Resultat
| 6 augusti 2023 Auditorio Juan Pachín Vicéns, Ponce Speltid: 1:14 - Åskådare: 208    | Mexiko                  | 0 - 3 | Argentina               | 20-25, 19-25, 18-25               |
| 6 augusti 2023 Auditorio Juan Pachín Vicéns, Ponce Speltid: 1:32 - Åskådare: 2 500  | Puerto Rico             | 3 - 0 | Chile                   | 25-22, 25-17, 25-23               |
| 7 augusti 2023 Auditorio Juan Pachín Vicéns, Ponce Speltid: 1:22 - Åskådare: 250    | Chile                   | 0 - 3 | Dominikanska republiken | 23-25, 15-25, 15-25               |
| 7 augusti 2023 Auditorio Juan Pachín Vicéns, Ponce Speltid: 2:20 - Åskådare: 800    | Puerto Rico             | 3 - 2 | Argentina               | 20-25, 25-18, 25-18, 23-25, 15-7  |
| 8 augusti 2023 Auditorio Juan Pachín Vicéns, Ponce Speltid: 2:21 - Åskådare: 2 000  | Puerto Rico             | 1 - 3 | Mexiko                  | 25-22, 21-25, 22-25, 19-25        |
| 8 augusti 2023 Auditorio Juan Pachín Vicéns, Ponce Speltid: 1:39 - Åskådare: 300    | Dominikanska republiken | 3 - 1 | Argentina               | 25-23, 25-18, 21-25, 25-16        |
| 9 augusti 2023 Auditorio Juan Pachín Vicéns, Ponce Speltid: 1:13 - Åskådare: 150    | Argentina               | 3 - 0 | Chile                   | 25-16, 25-19, 25-18               |
| 9 augusti 2023 Auditorio Juan Pachín Vicéns, Ponce Speltid: 1:11 - Åskådare: 200    | Mexiko                  | 0 - 3 | Dominikanska republiken | 13-25, 21-25, 17-25               |
| 10 augusti 2023 Auditorio Juan Pachín Vicéns, Ponce Speltid: 1:39 - Åskådare: 400   | Mexiko                  | 3 - 1 | Chile                   | 25-15, 23-25, 25-20, 25-18        |
| 10 augusti 2023 Auditorio Juan Pachín Vicéns, Ponce Speltid: 2:14 - Åskådare: 3 500 | Puerto Rico             | 2 - 3 | Dominikanska republiken | 23-25, 13-25, 25-18, 25-23, 14-16 |

##### Sluttabell
| Pos. | Lag                     | Pt | S | V | P | VS | FS | Kvot  | VP  | FP  | Kvot  |
| ---- | ----------------------- | -- | - | - | - | -- | -- | ----- | --- | --- | ----- |
| 1.   | Dominikanska republiken | 17 | 4 | 4 | 0 | 12 | 3  | 4,000 | 353 | 286 | 1,234 |
| 2.   | Argentina               | 13 | 4 | 2 | 2 | 9  | 6  | 1,500 | 325 | 314 | 1,035 |
| 3.   | Puerto Rico             | 11 | 4 | 2 | 2 | 9  | 8  | 1,125 | 370 | 359 | 1,030 |
| 4.   | Mexiko                  | 8  | 4 | 2 | 2 | 6  | 8  | 0,750 | 303 | 315 | 0,961 |
| 5.   | Chile                   | 1  | 4 | 0 | 4 | 1  | 12 | 0,083 | 246 | 323 | 0,761 |

      Kvalificerad för semifinal.
      Kvalificerade för kvartsfinaler.
      Vidare till spel om femteplats.

### Slutspelsrundan

#### Spelschema
|  | Kvartsfinaler | Kvartsfinaler | Kvartsfinaler |  |  | Semifinaler | Semifinaler             | Semifinaler |           |   | Final               | Final                   | Final               |  |
|  |               |               |               |  |  |             |                         |             |           |   |                     |                         |                     |  |
|  |               |               |               |  |  | 1B          | Dominikanska republiken | 2           |           |   |                     |                         |                     |  |
|  | 2A            | Colombia      | 2             |  |  | 3B          | Puerto Rico             | 3           |           |   |                     |                         |                     |  |
|  | 3B            | Puerto Rico   | 3             |  |  |             |                         |             |           |   | 3B                  | Puerto Rico             | 2                   |  |
|  |               |               |               |  |  |             |                         | 2B          | Argentina | 3 |                     |                         |                     |  |
|  |               |               |               |  |  | 1A          | USA                     | 1           |           |   |                     |                         |                     |  |
|  | 2B            | Argentina     | 3             |  |  | 2B          | Argentina               | 3           |           |   |                     |                         |                     |  |
|  | 3A            | Kanada        | 1             |  |  |             |                         |             |           |   | Match om tredjepris | Match om tredjepris     | Match om tredjepris |  |
|  |               |               |               |  |  |             |                         |             |           |   |                     |                         |                     |  |
|  |               |               |               |  |  |             |                         |             |           |   | 1B                  | Dominikanska republiken | 1                   |  |
|  |               |               |               |  |  |             |                         |             |           |   | 1A                  | USA                     | 3                   |  |

##### Kvartsfinaler
| 11 augusti 2023 Auditorio Juan Pachín Vicéns, Ponce Speltid: 1:52 - Åskådare: 500 | Argentina | 3 - 1 | Kanada      | 25-21, 25-20, 23-25, 25-12        |
| 11 augusti 2023 Auditorio Juan Pachín Vicéns, Ponce Speltid: 2:12 - Åskådare: 500 | Colombia  | 2 - 3 | Puerto Rico | 20-25, 25-17, 25-20, 20-25, 11-15 |

##### Semifinaler
| 12 augusti 2023 Auditorio Juan Pachín Vicéns, Ponce Speltid: 2:10 - Åskådare: 1 500 | USA                     | 1 - 3 | Argentina   | 26-24, 23-25, 20-25, 25-27       |
| 12 augusti 2023 Auditorio Juan Pachín Vicéns, Ponce Speltid: 2:19 - Åskådare: 4 000 | Dominikanska republiken | 2 - 3 | Puerto Rico | 18-25, 25-21, 25-20, 22-25, 7-15 |

##### Match om tredjepris
| 13 augusti 2023 Auditorio Juan Pachín Vicéns, Ponce Speltid: 2:04 - Åskådare: 3 200 | USA | 3 - 1 | Dominikanska republiken | 25-22, 25-20, 21-25, 27-25 |

##### Final
| 13 augusti 2023 Auditorio Juan Pachín Vicéns, Ponce Speltid: 2:12 - Åskådare: 5 000 | Argentina | 3 - 2 | Puerto Rico | 25-17, 25-22, 23-25, 19-25, 15-6 |

#### Spel om plats 5-10
|  | Spel om plats 5-10 | Spel om plats 5-10 | Spel om plats 5-10 |  |  | Spel om plats 5-8 | Spel om plats 5-8 | Spel om plats 5-8 |      |   | Match om femteplats  | Match om femteplats  | Match om femteplats  |  |
|  |                    |                    |                    |  |  |                   |                   |                   |      |   |                      |                      |                      |  |
|  |                    |                    |                    |  |  | 2A                | Colombia          | 3                 |      |   |                      |                      |                      |  |
|  | 4B                 | Mexiko             | 3                  |  |  | 4B                | Mexiko            | 0                 |      |   |                      |                      |                      |  |
|  | 5A                 | Costa Rica         | 0                  |  |  |                   |                   |                   |      |   | 2A                   | Colombia             | 3                    |  |
|  |                    |                    |                    |  |  |                   |                   | 4A                | Peru | 2 |                      |                      |                      |  |
|  |                    |                    |                    |  |  | 3A                | Kanada            | 0                 |      |   |                      |                      |                      |  |
|  | 4A                 | Peru               | 3                  |  |  | 4A                | Peru              | 3                 |      |   |                      |                      |                      |  |
|  | 5B                 | Chile              | 1                  |  |  |                   |                   |                   |      |   | Match om sjundeplats | Match om sjundeplats | Match om sjundeplats |  |
|  |                    |                    |                    |  |  |                   |                   |                   |      |   |                      |                      |                      |  |
|  |                    |                    |                    |  |  |                   |                   |                   |      |   | 4B                   | Mexiko               | 3                    |  |
|  |                    |                    |                    |  |  |                   |                   |                   |      |   | 3A                   | Kanada               | 1                    |  |

##### Kvartsfinaler
| 11 augusti 2023 Auditorio Juan Pachín Vicéns, Ponce Speltid: 1:16 - Åskådare: 200 | Mexiko | 3 - 0 | Costa Rica | 17-25, 16-25, 22-25        |
| 11 augusti 2023 Auditorio Juan Pachín Vicéns, Ponce Speltid: 1:51 - Åskådare: 100 | Peru   | 3 - 1 | Chile      | 25-20, 16-25, 25-22, 25-16 |

##### Semifinaler
| 12 augusti 2023 Auditorio Juan Pachín Vicéns, Ponce Speltid: 1:19 - Åskådare: 100 | Mexiko | 0 - 3 | Colombia | 17-25, 16-25, 22-25 |
| 12 augusti 2023 Auditorio Juan Pachín Vicéns, Ponce Speltid: 1:25 - Åskådare: 300 | Peru   | 3 - 0 | Kanada   | 25-20, 25-22, 25-21 |

##### Match om sjundeplats
| 13 augusti 2023 Auditorio Juan Pachín Vicéns, Ponce Speltid: 1:53 - Åskådare: 150 | Mexiko | 3 - 1 | Kanada | 25-13, 21-25, 25-20, 25-23 |

##### Match om femteplats
| 13 augusti 2023 Auditorio Juan Pachín Vicéns, Ponce Speltid: 2:12 - Åskådare: 1 000 | Colombia | 3 - 2 | Peru | 22-25, 25-23, 19-25, 25-23, 15-7 |

#### Match om niondeplats
| 12 augusti 2023 Auditorio Juan Pachín Vicéns, Ponce Speltid: 1:09 - Åskådare: 50 | Costa Rica | 0 - 3 | Chile | 20-25, 9-25, 18-25 |

## Slutplaceringar
| Pos | Lag                     |
| --- | ----------------------- |
|     | Argentina               |
|     | Puerto Rico             |
|     | USA                     |
| 4.  | Dominikanska republiken |
| 5.  | Colombia                |
| 6.  | Peru                    |
| 7.  | Mexiko                  |
| 8.  | Kanada                  |
| 9.  | Chile                   |
| 10. | Costa Rica              |

## Individuella utmärkelser
| Utmärkelse              | Namn               | Lag                     |
| ----------------------- | ------------------ | ----------------------- |
| Mest värdefulla spelare | Bianca Cugno       | Argentina               |
| Bästa poängvinnare      | Bianca Cugno       | Argentina               |
| Bästa servare           | Bianca Cugno       | Argentina               |
| Bästa försvarare        | Joseline Landeros  | Mexiko                  |
| Bästa mottagare         | Ysabella Sánchez   | Peru                    |
| Bästa passare           | Ivonne Martínez    | Mexiko                  |
| Bästa högerspiker       | Bianca Cugno       | Argentina               |
| Bästa vänsterspiker     | Simone Lee         | USA                     |
| Bästa vänsterspiker     | Ana Karina Olaya   | Colombia                |
| Bästa center            | Geraldine González | Dominikanska republiken |
| Bästa center            | Jocelyn Urías      | Mexiko                  |
| Bästa libero            | Joseline Landeros  | Mexiko                  |